# James Robert Knox
James Robert Knox, né le 2 mars 1914 à Bayswater en Australie et mort le 26 juin 1983, est un prêtre catholique australien, nonce apostolique en Inde (en) et cardinal de la Curie romaine.

## Biographie

### Prêtre
Après avoir fait ses études au séminaire de New Norcia puis à l'Université pontificale urbanienne à Rome, James Robert Knox est ordonné prêtre le 22 décembre 1941 par le cardinal Pietro Fumasoni Biondi.
Ne pouvant rentrer en Australie pendant la période de guerre, il travaille à l'Urbaniana puis intègre en 1948 les services de la Curie romaine où il travaille pour la secrétairerie d'État et pour Radio Vatican avant de devenir secrétaire du délégué apostolique au Japon (en) de 1950 à 1953.

### Évêque
Nommé délégué apostolique pour l'Afrique britannique, en résidence à Mombasa, avec le titre d'archevêque titulaire de Mélitène (de) le 20 juillet 1953, il est consacré le 8 novembre 1953 par le cardinal Celso Costantini.
Il est ensuite nommé internonce apostolique en Inde (en) le 14 février 1957 avant de retourner en Australie le 13 avril 1967 comme archevêque de Melbourne.

### Cardinal
Il est créé cardinal par le pape Paul VI lors du consistoire du 5 mars 1973, avec le titre de cardinal-prêtre de S. Maria in Vallicella.
Le 25 janvier 1974 il est rappelé à Rome pour être préfet conjointement des congrégations pour le culte divin d'une part et pour la discipline des sacrements des sacrements d'autre part, qui sont réunies, toujours sous sa présidence, au sein de la congrégation pour le culte divin et les sacrements le 1er août 1975. 
Enfin, le 4 août 1981, Jean-Paul II le nomme président du Conseil pontifical pour la famille, poste qu'il occupe jusqu'à sa mort le 26 juin 1983.

## Succession apostolique
James Robert Knox a ordonné les évêques suivants :
- Évêque Eberhard Spieß (de), O.S.B. (1953)
- Cardinal Adam Kozłowiecki, S.I. (1955)
- Archevêque Ireneus Wien Dud (no) (1955)
- Évêque Elias Mchonde (de) (1956)
- Cardinal Maurice Michael Otunga (1957)
- Évêque John Anyogu (en) (1957)
- Cardinal Lawrence Trevor Picachy, S.I. (1962)
- Évêque Francisco Xavier da Piedade Rebelo (en) (1963)
- Évêque Mathias Fernandes (en) (1964)
- Archevêque Alphonsus Mathias (en) (1964)
- Évêque Ignatius Gopu (de), M.S.F.S. (1964)
- Évêque Ambrose Papaiah Yeddanapalli (de), O.F.M. (1964)
- Évêque Basil Salvadore D'Souza (en) (1965)
- Archevêque Anthony Rayappa Arulappa (de) (1966)
- Archevêque Raul Nicolau Gonçalves (en) (1967)
- Évêque Alfred Fernández (de) (1967)
- Archevêque Justin Diraviam (de) (1967)
- Évêque Ronald Mulkearns (en) (1968)
- Évêque John Anthony Kelly (de) (1973)
- Archevêque Thomas Francis Little (1973)
- Évêque Eric Gerard Perkins (1973)
- Archevêque Antonio Magnoni (en) (1980)